# Mafia II: Jimmy’s Vendetta
«Jimmy’s Vendetta» (с англ. — «Месть Джимми») — дополнение к компьютерной игре Mafia II. Вышло 7 сентября 2010 года.

## Сюжет и геймплей
Как и в оригинальной игре, действие происходит в вымышленном городе Эмпайр-Бэй. Игрок управляет Джимми. В финале дополнения «The Betrayal of Jimmy» главного героя подставляют его заказчики, и он садится в тюрьму на 15 лет. Однако в начале «Jimmy’s Vendetta» ему удаётся сбежать, и Джимми собирается мстить обидчикам. В дополнении присутствует 34 миссии с ограниченным временем для выполнения. По ходу сюжета они отмечаются на карте, и игрок может решать, какое задание начать первым. В большинстве миссий отсутствуют кат-сцены, за исключением некоторых; начиная задание, игрок читает краткое описание и цель миссии.

## Отзывы
Релиз Mafia II был омрачён путаницей в том, что на самом деле означает «открытый мир». Некоторые предположили, что это означало «песочницу», а Mafia II — совсем не то. Jimmy’s Vendetta, первое DLC в игре, предлагает больше, чем многие ожидали.
Грег Миллер из IGN поставил дополнению 7 баллов из 10 и посчитал, что оно стоит своих денег. Однако критик отметил, что «проблемы, которые были в оригинальной игре, остались»: «вы делаете одно и то же снова и снова, анимация жёсткая, а враги, с которыми вы сталкиваетесь, не собираются действительно проверять ваши навыки». Кевин ВанОрд из GameSpot поставил «Jimmy’s Vendetta» оценку 6 из 10 и подчеркнул, что «даже самые фанатичные игроки Mafia II должны сделать паузу, прежде чем тратить время и деньги на историю про месть Джимми». Джефф Маттас из Shacknews сказал, что «насколько вам понравится Jimmy’s Vendetta, будет зависеть от того, насколько вам нравится ездить по Эмпайр-Бэй» «и насколько вам нравятся перестрелки в игре».